# Malteška vaterpolska reprezentacija
Malteška vaterpolska reprezentacija predstavlja državu Maltu u športu vaterpolu.
U svjetskim mjerilima nije postigla ni jedan veliki rezultat, niti je ikad bila utjecajnim čimbenikom u svjetskom vaterpolu.
Zbog svoje nejakosti, a radi poboljšanja vlastite igre, odnosno naprjedovanja u igri, Malta ne šalje svoje klubove, nego najbolju postavu na pojedina europska natjecanja, kao što je COMEN kup 2001., odnosno bila je redovitom sudionicom COMEN kupa 1980-ih.
Iako je bila u početku lak protivnik, višegodišnji rad stručnjaka, odnosno trenera i igrača iz Hrvatske, Crne Gore i Srbije je pridonio velikom poboljšanju malteškog vaterpola.

## Nastupi na velikim natjecanjima

### Olimpijske igre
- 1928.: četvrtzavršnica
- 1936.: 9. – 16. mjesto

### Europska prvenstva
- 2016.: 15. mjesto
- 2018.: 16. mjesto
- 2020.: 16. mjesto
- 2022.: 14. mjesto

### Europske igre
- 2015.: 16. mjesto

### Razvojni trofej FINA-e u vaterpolu
- 2017.: diskvalificirani